# Pohrebce
Pohrebce (ukr. Погрібці, Pohribci) – wieś na Ukrainie, w  obwodzie tarnopolskim, w rejonie tarnopolskim.
Dawna osada prawa wołoskiego.
Do 2020 w rejonie zborowskim.